# Little Elm (Teksas)
Little Elm je grad u američkoj saveznoj državi Teksas. Prema popisu stanovništva iz 2010. u njemu je živjelo 25.898 stanovnika.